# Seznam knížecích nobilitací v německých státech
Tento článek přináší seznam všech nobilitací knížat a knížecích rodů ve státech na území dnešního Německa s výjimkou nobilitací knížat Svaté říše římské, která získala svůj titul od římsko-německých králů a císařů.

## Úvod

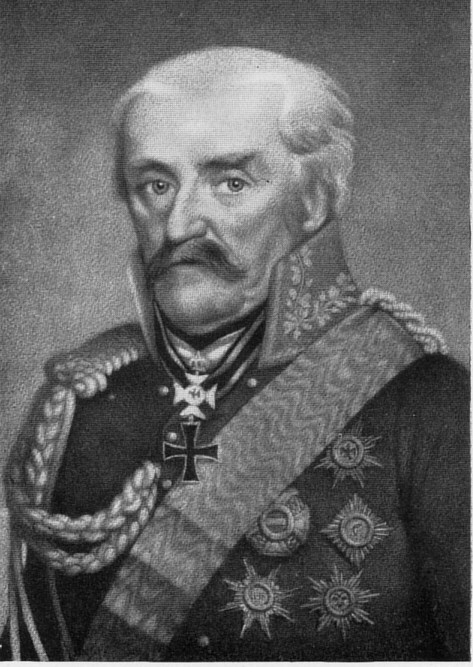
"Maršál kupředu!", Gebhard Leberecht von Blücher. Od r. 1814 pruský kníže Blücher von Wahlstatt

Německé země a jejich šlechta se staly kolébkou knížecího titulu v západním smyslu. Od raného středověku až hluboko do novověku jedinými knížaty v Německu byla panující knížata Svaté říše římské, zhruba od sklonku 16. století přibyla také říšská knížata titulární. Právo jmenovat říšská knížata, světská i duchovní, zůstalo až do roku 1806 nezadatelným právem římských císařů, což ale neznamenalo, že postupem času nezačalo docházet ke jmenování "národních" knížat z pravomoci králů a dalších panovníků drobnějších států v rámci Svaté říše. První taková knížata byla nobilitována v Českých zemích a v Burgundském vévodství a to zhruba od 15. století. Ve vlastním Německu se císařskému monopolu na povyšování do knížecího stavu vzepřelo pouze Pruské království, a to až v polovině 18. století, v souvislosti s událostmi války o dědictví rakouské (1740-1748). Po zániku Svaté říše římské a po tzv. mediatizaci pohltily větší německé státy řadu drobných německých knížectví a dalších držav méně významných říšských knížat. Zbylí němečtí panovníci takto získali do své stavovské obce jako své leníky také knížata, což před rokem 1806 nebývalo mimo habsburskou monarchii a Prusko příliš obvyklé. Mediatizovaným knížatům i hrabatům byla po napoleonských válkách uznán status německé a evropské vysoké aristokracie, rovnorodé s vládnoucími dynastiemi včetně královských. Již od počátku 19. století ale přistupovali někteří němečtí králové, velkovévodové a další panovníci k nobilitacím "nových" knížat, jmenovaných obvykle z řad lidí a rodů zaslouživších se o stát či z řad panovnických oblíbenců. Tyto knížecí rody nikdy nevládly, nanejvýš držely v zemi panství se zvláštním autonomním charakterem. Proto tyto rody, ač se honosí knížecím titulem, nejsou urozeností rovnocenné s rody mediatizovanými, s dynastiemi bývalých říšských vládců. V průběhu 19. století povýšily německé monarchie jen málo rodů a osob do knížecího stavu. Většinou navíc šlo o morganatické manželky členů vládnoucí dynastie a jejich děti, o povýšení mediatizovaných hrabat do "národního" knížecího stavu nebo o uznání dříve a v jiné zemi získaných knížecích titulů. Více "klasických" povýšení se objevilo jen v Rakousku a zejména v Prusku. Na rozdíl od Svaté říše římské, ustalo v zemích Rýnského a Německého spolku zcela jmenování knížat duchovních. V německých státech mimo Rakouské císařství vládli povětšinou protestantští či sekulárně smýšlející vladaři, kteří považovali duchovní knížata za anachronismus (naopak poslední léta Svaté říše římské přinesla hromadný zánik duchovních knížectví). Vznik Německého císařství v roce 1871 neznamenal sjednocení německé šlechty do jedné obce a pokračovalo se v praxi, stanovené po zániku Svaté říše. Mimo mediatizovaných rodů neměl žádný německý šlechtic, bez ohledu na stáří svého titulu a erbu, automatický nárok na to, aby jeho titul z jednoho spolkového německého státu byl uznán panovníkem státu jiného. Teoreticky toto opatření postihovalo i rody stovky let staré, i když v praxi byli němečtí panovníci obvykle shovívaví. Až do roku 1919 a oficiálního zrušení posledních šlechtických privilegií ale v Německu žádná celostátní šlechtická obec nevznikla, což se týkalo i šlechtických špiček: "nových" knížecích rodů.
Postavení "mladých" německých knížecích rodin a rodů se lišilo v závislosti na státě, v němž žili. Oproti knížatům (i hrabatům) z řad mediatizovaných rodů neměla nová titulární knížata automatický nárok na dědičné členství v horních sněmovnách parlamentů jednotlivých německých států ani na stavovských sněmech zemských, provinciálních a krajských. Značně omezena byla ostatně i jen možnost, být do knížecího stavu vůbec povýšen. I některé významné německé státy (Saské království) žádná knížata nepovyšovaly. Vedle místních zvyklostí působila jako omezující faktor také nepsaná zvyklost mezi vladaři Německého spolku a Německého císařství, podle které mohl vládnoucí kníže povyšovat novou šlechtu nejvýše do hodnosti svobodného pána, vévoda do hodnosti hraběte, velkovévoda do hodnosti knížete a jen král, případně (rakouský) císař směl jmenovat i nové vévody. To omezovalo knížecí nobilitace na větší německé státy, a protože nikdy nebyla jmenována nová knížata z pravomoci německých císařů, nemělo sjednocení Německa do spolkového státu v roce 1871 na tuto skutečnost žádný účinek. Německá knížata bývala v 19. století již takřka automaticky titulována jako "knížecí Milost" (fürstliche Gnaden) případně jako "Vysokorodý" (Hochgeboren). Vyšší čestné tituly a oslovení byly odvozeny od panovnického rozhodnutí a milosti (Gnadenakt). Šlo především o predikát Jasnost (Durchlaucht), o jehož udělení hlavám mediatizovaných knížecích rodů rozhodl sněm Německého spolku v letech 1825 a 1829, který zavázal německé vladaře, aby úřady jejich zemí tento predikát skrz panovnický majestát těmto knížatům přiznaly. Predikáty zemských titulárních knížat 19. století byly ovšem odvislé výhradně od vůle panovníka jejich země. Následující seznam uvádí knížecí nobilitace v Německu mimo knížat říšských a knížat rakouských, kterým jsou věnovány samostatné články.

## Seznam nobilitací

### Vysvětlivky
Ž - žijící rod (stav k r. 2018)
Není-li uvedeno jinak, náleží predikát Durchlaucht dědičně všem osobám povýšeným do knížecího stavu.

### Pruské království
Po roce 1815 se na území pruského státu nacházela bývalá říšská léna mediatizovaných knížat Arenbergů, Bentheim-Steinfurt, Bentheim-Tecklenburg-Rheda, Croÿ-Dülmen, Kouniců z Rietbergu, Looz-Corswarem, Salm-Salm, Salm-Kyrburg, Salm-Horstmar, Sayn-Wittgenstein-Berleburg, Sayn-Wittgenstein-Hohnstein, Solms-Braunfels, Solms-Lych und Hohensolms a Wiedů. Roku 1849 (připojení Hohenzollernska) k nim přibyly ještě Fürstenbergové a Thurn-Taxisové, r. 1866 (připojení Hannoverska, Hesensko-Kasselska, Nasavska a Frankfurtu) dále přibyla knížata Isenburg-Birstein a Isenburg-Wächtersbach, usazená v Hesensku. Rovněž jediný mediatizovaný hraběcí rod v Prusku v hranicích z roku 1825: Stolbergové, byl ve všech třech rodových větvích povýšen do knížecího stavu koncem 19. století (hraběcí rody Bentheimů a Salmů se dočkaly povýšení již krátce po r. 1815). Na základě rozhodnutí sněmu Německého spolku z 18. srpna 1825 a 13. února 1829 byli panovníci německých spolkových monarchií povinováni přiznat hlavám mediatizovaných knížecích rodů právo na oslovení Jasnost (Durchlaucht), v případě hlav hraběcích rodů potom oslovení Osvícenost (Erlaucht). V Prusku bylo toto usnesení spolkového sněmu provedeno 21. února 1832 (zveřejnění 28. dubna téhož roku), ovšem král Fridrich Vilém III. záhy rozšířil toto privilegium na veškeré knížecí členy těchto rodů (netýkalo se hraběcího rodu Stolbergů). Král se přitom odvolával jednak na již provedená individuální udělení tohoto predikátu celému knížecímu rodu, zejména v souvislosti s povyšováním mediatizovaných hrabat (např. r. 1817 u Bentheimů), jednak na královskou směrnici § 7 příslušné instrukce z 30. května 1820 a na výše jmenované oznámení státního ministerstva z 28. dubna 1832. K rozšíření predikátu Jasnost na všechny členy mediatizovaných knížecích rodů v Prusku definitivně došlo královským nejvyšším kabinetním nařízením (Allerhöchster Kabinettsorder) již 3. března 1833. Prusko bylo také státem, které vytvářelo vedle mediatizovaných panství a slezských knížectví a stavovských panství další feudální léna s autonomním statusem, ačkoli míra autonomie byla v 19. století již jen omezená a šlo především o virilní hlas na sněmech pruských provincií a po r. 1854 také v pruské panské sněmovně, který se k takovému autonomnímu panství vázal. Pokud byl držitelem takového panství mediatizovaný knížecí rod z jiné části Německa, byl postaven na roveň "domácím" mediatizovaným knížatům (např. rody Hohenlohe-Oehringen skrz držbu vévodství Ujest a Hohenlohe-Schilingsfürst skrz držbu Ratibořského vévodství a knížectví Corvey). Mezi mediatizované rody Pruska byl přijat rovněž knížecí rod Hohenlohe-Ingelfingen, který v zemi vůbec žádné mediatizované ani jiné autonomní léno nevlastnil.
Prusko bylo v 19. století spolu s Rakouskem jedinou německou monarchií, kde došlo k většímu počtu povýšení do knížecího stavu a prakticky jedinou zemí, kde byli ve větší míře do knížecího stavu povyšováni "řadoví" šlechtici, tedy osoby, které nepocházely ani z mediatizovaných rodů ani z rodů levobočků a morganátů panovnických rodin. To byl rozdíl oproti Rakousku, kde převažovaly nobilitace morganátů a konfirmace (potvrzení) knížecích titulů, udělených v jiných zemích. Pruští králové jmenovali poměrně velké množství "nových" knížecích rodů prý proto, aby posílily řady protestantské vysoké šlechty proti katolíkům, kteří v nejvyšších šlechtických patrech dosud dominovali. Těmto novým knížatům nebyla v Prusku odepřena ani držba autonomních lén (zejména slezských knížectví a stavovských panství, která ovšem držely i rody nižšího stavu než knížecího) ani predikát Jasnost, který obdržela první titulární knížata dokonce ještě před mediatizovanými rody. Téměř paušální udělení predikátu Jasnost titulárním knížecím rodům nebo alespoň jejich hlavám potvrdil král Vilém I. během holdovacích oslav při svém nástupu dne 22. října 1861. Pruský stát také uznával a udílel vévodský titul, který mohl být vázán na držbu vévodství či byl udělen jen jako čestný titul a. Vévodský titul byl udílen knížatům mediatizovaným i titulárním, ovšem neznamenal zvláštní hodnost ve šlechtické hierarchii; spíše šlo jen o jakési "polepšení" a "převýšení" titulu knížecího, jak to odpovídalo praxi v celém Německu. Proto např. vévodský titul neměnil ceremoniální pořadí knížecích rodů u pruského dvora. Mimo predikát Jasnost byly v Prusku uděleny také některé vyšší predikáty a oslovení, ovšem výlučně vedlejším liniím vládnoucích německých dynastií, jejichž postavení bylo ještě prestižnější, nežli hodnost mediatizovaných knížat. Konkrétně byl 20. března 1850 udělen predikát Výsost (Hoheit) v primogenituře hlavám příbuzných rodů Hohenzollern-Hechingen a Hohenzollern-Sigmaringen a to bezprostředně po jejich mediatizaci pruským státem. Hlavám sigmaringenského rodu byl následně vždy ad personam udělen ještě predikát královská Výsost (königliche Hoheit): Karlu Antonínovi (18. října 1861), Leopoldovi (3. července 1891) a Vilémovi (22. září 1910). Po smrti posledního hesenského kurfiřta, Bedřicha Viléma, přenesl 22. ledna 1875 pruský král Vilém I. titul lankraběte (nikoli kurfiřta) hesensko-kasselského a predikát královská Výsost na lankraběte Fridricha Viléma Hesensko-Rumpenheimského. Titul s predikátem byl dědičný vždy v primogenituře tak, že dědic titulu (nejstarší syn) užívá s otcem stejný predikát již za otcova života. Ostatním členům rumpenheimské větve Hesenských byl udělen predikát Výsost, který následně 18. července 1881 připadl také všem členům zbývajících hesenských sekundogenitur: Hessen-Philippstal a Hessen-Philippstal-Barchfeld. Vévodovi Ernestu Güntherovi Šlesvicko-Holštýnsko-Sonderbursko-Augustenburskému přiznán 1. dubna 1885 titul vévody šlesvicko-holštýnského s predikátem Výsost, obojí v primogenituře, jeho příbuzným, vévodům šlesvicko-holštýnsko-sonderbursko-glücksburským byl 6. listopadu 1876 potvrzen pro celý rod dánský predikát Výsost udělený Kristiánem IX. 19. prosince 1863.

#### Knížectví
Vedle mediatizovaných lén bývalých vládnoucích říšských knížat existovala v Prusku dále knížectví ve Slezsku i jiná knížectví nově vytvořená. V seznamu nejsou uvedena knížectví mediatizovaná (která Prusko oficiálně označovalo jen jako Standesherrschaft - stavovské panství) ani území knížat, která neměla titul vévodství či knížectví. První pruská knížectví začala vznikat ve Slezsku již krátce po uzavření příměří Fridricha II. s Marií Terezií v Klein-Schnellendorfu 9. října 1741, kterou byla většina Slezska připojena k Prusku (definitivně zpečetěno Vratislavsko-berlínským mírem r. 1742). V souvislosti s tím Prusko získalo také několik slezských knížectví, která již držely české knížecí rody (např. Lobkovicové a Zaháňsko).
| Znak knížectví | Název                            | Vznik (kurzívou knížectví zděděná po Klein-schnellendorfské dohodě, standardním textem pak v závorce datum vzniku) | Zánik | Rody držitelů                                                               | První držitel(é) | Poznámky |
| -------------- | -------------------------------- | --- | ----- | --------------------------------------------------------------------------- | --- | --- |
|                | Vévodství opavské (pruská část)  | 1741, 9. října (1614, 4. ledna)                                                                                    | 1918  | Lichtenštejnové                                                             | kníže Jan Nepomuk Karel z Lichtenštejna                                                                                  | |
|                | Vévodství krnovské (pruská část) | 1741, 9. října (1622, 15. března)                                                                                  | 1918  | Lichtenštejnové                                                             | kníže Jan Nepomuk Karel z Lichtenštejna                                                                                  | |
|                | Vévodství zaháňské               | 1741, 9. října (1646, 12. října)                                                                                   | 1918  | 1. Lobkowiczové 2. Bironové z Kuronska 3. Talleyrandové z Périgordu         | 1. kníže Ferdinand Filip z Lobkovic 2. hrabě Petr Biron, vévoda kuronský 3. kníže Napoleon Ludvík Talleyrand de Périgord | |
|                | Vévodství olešnické              | 1741, 9. října (1648, 15. prosince)                                                                                | 1918  | 1. Württemberkové 2. Brunšvičtí                                             | 1. vévoda Karel Fridrich II. z Württemberku-Weiltingenu 2. princ Fridrich August Brunšvický                              | |
|                | Münsterberské vévodství          | 1741, 9. října (1654, 30. července)                                                                                | 1791  | Auerspergové                                                                | kníže Jindřich Josef z Auerspergu                                                                                        | |
|                | Knížectví Carolath-Oberbeuthen   | 1741 (6. listopadu)                                                                                                | 1918  | Schöneichové                                                                | hrabě Hans Carl von Schöneich                                                                                            | |
|                | Knížectví/Vévodství Trachenberg  | 1741 (6. listopadu)/1900 (1. ledna)                                                                                | 1918  | 1. Hatzfeldové z Gleichenu 2. Hatzfeldové z Werthern                        | hrabě Franz Philipp Adrian von Hatzfeld zu Gleichen                                                                      | |
|                | Knížectví Wartenberg             | 1806 (26. března)                                                                                                  | 1918  | Bironové z Kuronska                                                         | princ Gustav Kalixt Biron von Curland                                                                                    | Knížectví se nacházelo v držbě vedlejší větve rodu Bironů.                                                                                                   |
|                | Knížectví Krotoschin             | 1819 (29. května)                                                                                                  | 1918  | Thurn-Taxisové                                                              | kníže Karel Alexandr Thurn-Taxis                                                                                         | Knížectví vytvořeno a darováno pruským státem jako kompenzace za odebrání poštovního monopolu rodině Thurn-Taxisů v pruských zemích.                         |
|                | Vévodství Ratibor                | 1821 (9. června)                                                                                                   | 1918  | 1. Hesensko-Rotenburští (1821-1834) 2. Hohenlohe-Schilingsfürst (1840-1918) | 1. lankrabě Viktor Amadeus Hesensko-Rotenburský 2. kníže Viktor von Hohenlohe-Schilingsfürst                             | - Jedno ze slezských knížectví - 15. října 1840 bylo knížeti znovu uděleno knížeti (později princi) Viktorovi Hohenlohe-Schilingfürst                        |
|                | Knížectví Corvey                 | 1821 (9. června)                                                                                                   | 1918  | 1. Hesensko-Rotenburští (1821-1834) 2. Hohenlohe-Schilingsfürst (1840-1918) | 1. lankrabě Viktor Amadeus Hesensko-Rotenburský 2. kníže Viktor von Hohenlohe-Schilingsfürst                             | - Bývalé říšské knížecí biskupství a říšské opatství - 15. října 1840 bylo knížeti znovu uděleno knížeti (později princi) Viktorovi Hohenlohe-Schilingsfürst |
|                | Knížectví Pleß                   | 1826 (14. července) (diplom 1. března 1827)                                                                        | 1918  | 1. Anhaltsko-Köthenští 2. Hochbergové z Fürstensteinu                       | 1. princ Fridrich Erdmann Anhaltsko-Köthenský 2. hrabě Hans Heinrich (VI.) Hochberg von Fürstenstein                     | |

#### Knížata
| Knížecí erb | Datum nobilitace                              | Knížecí titul a jméno prvního knížete | Typ udělení titulu                                   | Datum vymření rodu po meči či vyhasnutí knížecího titulu | Autonomní území | Dědičné členství v horní sněmovně                                              | Poznámky |
| ----------- | --------------------------------------------- | --- | ---------------------------------------------------- | -------------------------------------------------------- | --- | ------------------------------------------------------------------------------ | --- |
|             | 1741 (6. listopadu)                           | - kníže von Hatzfeld zu Trachenberg - hrabě Franz Philipp Adrian von Hatzfeld zu Gleichen, stavovský pán na Trachenbergu                                                                            | primogenitura                                        | 1794                                                     | Knížectví Trachenberg ve Slezsku | ne                                                                             | Spolu s povýšením slezského stavovského panství Trachenberg na pruské lenní knížectví |
|             | 1741 (6. listopadu)                           | - kníže von Schöneich-Carolath - hrabě Hans Carl von Schöneich, stavovský pán na Carolathu | primogenitura, od 18. ledna 1753 pro veškeré potomky | Ž                                                        | Knížectví Carolath ve Slezsku | 12. října 1854 (v Prusku)                                                      | - Spolu s povýšením slezského stavovského panství Carolath na pruské lenní knížectví - S predikátem Durchlaucht pro hlavu rodu od 22. října 1861 |
|             | 1742 (23. dubna)                              | - kníže von Stolberg-Gedern - kníže Friedrich Carl von Stolberg-Gedern | pro veškeré potomky                                  | 1804                                                     | ne | ne                                                                             | Pruské potvrzení říšského knížecího titulu z 18. února toho roku |
|             | 1744 (16. března)                             | - kníže von Schaffgotsch - hrabě Philipp Gothard von Schagotsch, Semperfrei zu Kynast | ad personam                                          | 1795                                                     | ne | ne                                                                             | Kanovník olomoucký a prelát vratislavský, budoucí kníže-biskupvratislavský, biskupský kandidát protlačovaný králem Bedřichem II. |
|             | 1744 (28. července)                           | - kníže von Isenburg zu Büdingen in Birstein - kníže Wolfgang Ernst von Isenburg zu Büdingen und Birstein                                                                                           | pro veškeré potomky                                  | Ž                                                        | ne, po roce 1866 část mediatizovaného stavovského panství Isenburg-Birstein (bývalého Knížectví Isenburg) | - v Hesenském kurfiřtství (po roce 1866 v Prusku) - v Hesenském velkovévodství | Pruské potvrzení titulu říšského knížete z 23. března toho roku |
|             | 1744 (29. prosince)                           | - kníže von Hohenlohe-Waldenburg - celý rod a všechny jeho větve | pro veškeré potomky                                  | Ž                                                        | ne (v 19. století jen větev Schilingsfürst-Ratibor-Corvey - viz nobilitace r. 1840) | ne                                                                             | Pruské potvrzení říšského knížecího titulu z 21. května toho roku |
|             | 1773 (30. ledna)                              | - kníže von Lichnowski - hrabě Johann Carl von Lichnowski, urozený pán z Woschütz | primogenitura, viz poznámky                          | Ž                                                        | ne | 12. října 1854 (v Prusku)                                                      | - Knížecí titul je dědičný v primogenituře tak, že prvorozený syn je již za života otce princem - S predikátem Durchlaucht pro hlavu rodu od 22. října 1861 (princ a dědic užívá predikát fürstliche Gnaden) |
|             | 1786 (15. října)                              | - kníže von der Osten-Sacken - hrabě Karl von der Osten-Sacken | pro veškeré potomky                                  | 1799                                                     | ne | ne                                                                             | Titul vyhasl již s prvním bezdětným knížetem, jeho příbuzným byl roku 1832 udělen knížecí stav v Rusku. |
|             | 1798 (21. prosince)                           | - kníže Drucki-Lubecki - kníže Franz Drucki-Lubecki | pro celý rod                                         | Ž                                                        | ne | ne                                                                             | Pruské uznání knížecího stavu odvozovaného od rurikovského původu |
|             | 1803 (10. července)                           | - kníže von Hatzfeld zu Trachenberg (od 1. ledna 1900 vévoda) - hrabě Franz Ludwig von Hatzfeld zu Werthern, stavovský pán na knížectví Trachenberg                                                 | primogenitura, viz poznámky                          | Ž                                                        | Knížectví Trachenberg (od 1. ledna 1900 vévodství) | 12. října 1854 (v Prusku)                                                      | - První kníže roku 1802 zdědil statky po r. 1794 vymřelé knížecí linii Hatzfeld-Trachenberg (viz nobilitace r. 1741) - Knížecí titul dědičný v primogenituře tak, že prvorozený syn je již za života otce princem - Dne 1. ledna 1900 knížeti udělen titul vévody a Trachenberské knížectví povýšeno dědičně na lenní vévodství - S predikátem Durchlaucht pro hlavu rodu od 22. října 1861 (princ a dědic užívá predikát fürstliche Gnaden) |
|             | 1806 (26. března)                             | - kníže Biron von Wartenberg - princ Gustav Calixt Biron von Curland, stavovský pán na Wartenbergu                                                                                                  | pro veškeré potomky                                  | Ž                                                        | Knížectví Wartenberg | 12. října 1854 (v Prusku)                                                      | - Vedlejší větev kuronských vévodů z rodu Bironů - S povýšením slezského stavovského panství Wartenberg na pruské lenní knížectví - S predikátem Durchlaucht pro celý rod od 10. září 1859 |
|             | 1814 (3. června)                              | - kníže Blücher von Wahlstatt - hrabě Gebhard Leberecht von Blücher | ad personam                                          | 1819                                                     | ne | ne                                                                             | S predikátem Durchlaucht |
|             | 1814 (3. června)                              | - kníže von Hardenberg - svobodný pán Carl August von Hardenberg | primogenitura, viz poznámky                          | 1822, viz poznámky                                       | Stavovské panství Hardenberg v Braniborsku od 11. listopadu toho roku | 12. října 1854 (v Prusku)                                                      | - pruský státní kancléř, bývalý ministr zahraničí a spolu se Steinem významný reformátor - Dne 11. listopadu 1814 (zveřejněno 8. dubna 1815) bylo zřízeno z braniborských rodových statků Neu-Hardenberg, Quilitz a Rosenthal stavovské panství jménem Hardenberg, na jehož držbu byl vázán knížecí titul. - Christian, prvorozený syn a dědic prvního knížete, se jako dánský lenní hrabě (lensgreve) ihned po smrti otce knížecího titulu vzdal a vymínil si pouze užívání knížecího klobouku v rodovém erbu (povoleno 3. ledna 1823). - S hraběcím titulem pro veškeré potomky - S predikátem Durchlaucht |
|             | 1816 (28. dubna) (zveřejněno 27. června)      | - kníže von Salm-Reifferscheidt-Dyck - starohrabě Josef Franz Maria von Salm-Reifferscheidt-Dyck a jeho bratr Anton Hubert                                                                          | pro veškeré potomky                                  | 1888                                                     | - Stavovské panství Dyck v Porýní, viz poznámky - mediatizované Stavovské panství (bývalé říšské hrabství) Baindt ve Švábsku (ve Württemberském království)                                                                            | 12. října 1854 (v Prusku)                                                      | - S predikátem Durchlaucht pro celý rod |
|             | 1816 (22. listopadu) (diplom 11. března 1817) | - kníže zu Salm-Horstmar - "pustinný a porýnský hrabě" Wilhelm Friedrich August zu Salm-Horstmar | pro veškeré potomky                                  | Ž                                                        | mediatizované Stavovské panství (bývalé říšské hrabství) Horstmar ve Vestfálsku | 12. října 1854 (v Prusku)                                                      | S predikátem Durchlaucht pro celý rod |
|             | 1817 (17. ledna)                              | - kníže zu Bentheim und Steinfurt - hrabě Ludwig Wilhelm zu Bentheim und Steinfurt | pro veškeré potomky                                  | Ž                                                        | - mediatizované Stavovské panství (bývalé říšské hrabství) Steinfurt ve Vestfálsku - od 18. dubna 1823 mediatizované Stavovské panství (bývalé říšské hrabství) Bentheim v Dolním Sasku (do roku 1866 součást Hannoverska, pak Pruska) | - 29. října 1833 (v Hannoversku) - 12. října 1854 (v Prusku)                   | S predikátem Durchlaucht pro celý rod (v Prusku od povýšení do knížecího stavu, v Hannoversku od 18. dubna 1823) |
|             | 1817 (17. ledna) (diplom 6. února)            | - kníže zu Putbus - hrabě Wilhelm Malte zu Putbus | primogenitura                                        | 1854                                                     | Hrabství Putbus na Rujáně (od 15. října 1840, vytvořeno z rodových statků) | ne                                                                             | - Potvrzení švédského titulu z roku 1807 (viz Švédské Pomořany) - Titul vyhasl již smrtí prvního knížete, který zanechal jen dcery (viz nobilitace 1861 a 1908) - S predikátem Durchlaucht od 24. ledna 1819 |
|             | 1817 (20. června)                             | - kníže zu Bentheim-Tecklenburg und Rheda - hrabě Emil zu Bentheim-Tecklenburg und Rheda | pro veškeré potomky                                  | Ž                                                        | mediatizovaná vestfálská stavovská panství Rheda a Limburg (býv. říšské panství resp. hrabství) | 12. října 1854 (v Prusku)                                                      | S predikátem Durchlaucht pro celý rod |
|             | 1819 (29. května)                             | - kníže von Krotoschin - kníže Karl Alexander von Thurn und Taxis | primogenitura                                        | Ž                                                        | Knížectví Krotoschin v Poznaňsku (dnes Krotoszyn) | 12. října 1854 (v Prusku)                                                      | Knížectví a titul darovány rodu Thurn-Taxis v náhradě za zrušení poštovního monopolu a práva na území Pruského království |
|             | 1819 (4. listopadu)                           | - kníže Sulkowski zu Reisen - kníže Anton Paul Sulkowski zu Reisen | pro veškeré potomky                                  | 1909                                                     | majorát Reisen (dnešní Rydzyna) v Poznaňsku | 12. října 1854 (v Prusku)                                                      | - Pruské potvrzení říšského knížecího titulu z 5. srpna 1754 - S predikátem Durchlaucht pro celý rod od 10. září 1859 |
|             | 1821 (9. června)                              | - vévoda von Ratibor, kníže von Corvey - lankrabě Viktor Amadeus Hesensko-Rotenburský | pro veškeré potomky                                  | 1834                                                     | - Vévodství Ratibor ve Slezsku - Knížectví Corvey ve Vestfálsku | ne                                                                             | - Titul vyhasl již s prvním knížetem (dědic viz nobilitace 15. října 1840, Hohenlohe-Ratibor-Corvey) |
|             | 1822 (10. června)                             | - kníže von Muskau - hrabě Hermann von Pückler, stavovský pán na Muskau | primogenitura                                        | 1871                                                     | Stavovské panství Muskau v Dolní Lužici | ne                                                                             | - Titul vyhasl již smrtí prvního a bezdětného knížete - S predikátem Durchlaucht od 22. října 1861 |
|             | 1824 (9. listopadu)                           | - kněžna von Liegnitz, hraběnka von Hohenzollern - hraběnka Auguste von Harrach | ad personam                                          | 1873                                                     | ne | ne                                                                             | - Morganatická manželka krále Fridricha Viléma III. z rodu hrabat Harrachů - Přes získaný titul "kněžna lehnická" (Fürstin von Liegnitz) jí nebylo udělené slezské Lehnické knížectví - S predikátem Durchlaucht |
|             | 1834 (1. května)                              | - kníže zu Sayn-Wittgenstein-Ludwigsburg - hrabě Adolf Ludwig zu Sayn-Wittgenstein-Berleburg | pro veškeré potomky                                  | Ž                                                        | ne | ne                                                                             | - Knížecí titul rodu potvrzen 28. června toho roku v Rusku pod jménem Sayn-Wittgenstein-Sayn, toto jméno bylo 23. září 1861 zaregistrováno také v Prusku a to s podmínkou držby rodového fideikomisu - S predikátem Durchlaucht |
|             | 1840 (15. října)                              | - vévoda von Ratibor, kníže von Corvey - kníže Viktor zu Hohenlohe-Schilingsfürst, stavovský pán na Ratibořském vévodství a Corveyském knížectví a jeho bratr Chlodwig                              | pro veškeré potomky, viz poznámky                    | Ž                                                        | - Vévodství Ratibor ve Slezsku - Knížectví Corvey ve Vestfálsku | 12. října 1854 (v prusku)                                                      | - Dědic po lankraběti Viktorovi Amadeovi Hesensko-Rotenburském (viz nobilitace r. 1821) - Kníže Viktor byl starším bratrem budoucího německého kancléře Chlodwiga, kterému předal 14. ledna 1841 svůj knížecí titul a pozici hlavy rodiny. Sám pak přijal jméno Prinz von Hohenlohe-Schilingsfürst, ovšem díky tomuto pruskému povýšení založil vlastní novou rodovou větev. Na knížete Chlodwiga se naopak vztahovalo i toto pruské povýšení s dědičným titulem Prinz von Ratibor und Corvey - Tituly vévody a knížete náležely vždy hlavě rodu, ostatní v rodině užívají titulů princ/princezna von Ratibor und Corvey, princ/princezna zu Hohenlohe-Schilingsfürst - S potvrzením bavorského predikátu Durchlaucht pro hlavu rodu a s rozšířením na veškeré potomky |
|             | 1840 (15. října)                              | - kníže von Rheina-Wollbeck - hrabě Napoleon de Lannoy-Clervaux | primogenitura                                        | Ž                                                        | Knížectví Rheina-Wolbeck v Poemží, bývalé mediatizované stavovské panství, resp. říšské knížectví | 12. října 1854 (v Prusku)                                                      | - Knížectví Reina-Wolbeck, díky kterému byl rod povýšen do knížecího stavu, získal první kníže sňatkem s dědičkou z mediatizovaného rodu Looz-Corswarem - S predikátem Durchlaucht od 22. října 1861 |
|             | 1846 (19. června)                             | - vévoda zu Sagan - vévoda Edmond de Talleyrand-Périgord | primogenitura, viz poznámky                          | Ž                                                        | slezské Vévodství Sagan | ne                                                                             | - Synovec diplomata Charlese Maurice a manžel Dorothei von Biron, dědičky Zaháňského vévodství a nejmladší sestry vévodkyně Kateřiny Vilemíny - Vévodský titul je dědičný v primogenituře tak, že prvorozený syn a dědic je princem již za otcova života - S predikátem Durchlaucht pro hlavu rodu od 10. září 1859 (princ a dědic užívá predikát fürstliche Gnaden) |
|             | 1850 (15. října) (diplom 10. prosince 1858)   | - kníže von Pleß - hrabě Hans Heinrich X. von Hochberg, svobodný pán zu Fürstenstein, stavovský pán na Knížectví Pleß a na Fürstensteinu                                                            | primogenitura, viz poznámky                          | Ž                                                        | - slezské Knížectví Pleß - slezské Stavovské panství (status minor) Fürstenstein-Waldenburg | 12. října 1854 (v Prusku)                                                      | - Slezská hrabata z Hochbergu zdědila v roce 1848 Pštinské knížectví po vymřelých knížatech z Anhaltu-Köthenu. - Od 3. srpna 1881 má prvorozený syn a dědic knížecího titulu nárok na titul princ (Prinz) již za otcova života - S predikátem Durchlaucht pro hlavu rodu od 22. října 1861 (princ a dědic užívá - od 3. srpna 1881 - predikát fürstliche Gnaden) |
|             | 1859 (29. ledna)                              | - princ Handjery - princ Nicolaus Handjery | ad personam                                          | 1900                                                     | ne | ne                                                                             | Pruské potvrzení knížecího stavu pro člena fanariotské knížecí rodiny a pruského poručíka kyrysníků |
|             | 1859 (10. září)                               | - kníže Radziwiłł - (celý rod, resp. všichni v Prusku usazení členové rodu) | pro veškeré potomky                                  | Ž                                                        | Hrabství Przygodzyce v Poznaňsku (od 10. září 1840, vzniklo povýšením rodových statků) | 12. října 1854 (v Prusku)                                                      | - Pruské potvrzení říšského knížecího titulu z roku 1547 - S predikátem Durchlaucht pro celý rod |
|             | 1861 (4. března)                              | - kníže von Putbus - hrabě Wilhelm Malte von Wilich und Lottum | primogenitura                                        | 1907                                                     | Hrabství Putbus na Rujáně | 4. března 1861 (v Prusku)                                                      | - Syn Klotildy, nejstarší dcery knížete Wilhelma Malteho zu Putbus (viz nobilitace r. 1817), přenesení titulu se uskutečnilo navzdory výslovnému ustanovení zesnulého knížete, který si nepřál odkázat knížecí titul potomkům v ženské linii - Knížecí titul byl vázán na držbu fideikomisu (hrabství) Putbus na Rujáně - Titul vyhasl již s prvním knížetem, který po sobě zanechal jen dcery (viz též nobilitace r. 1908) - S predikátem Durchlaucht od 22. října 1861 |
|             | 1861 (31. srpna)                              | - kníže zu Lynar - kníže Rochus Ernst zu Lynar, stavovský pán na Drehně | primogenitura                                        | Ž                                                        | Stavovské panství Drehna v Dolní Lužici | 12. října 1854 (v Prusku)                                                      | - Pruské potvrzení rakouského knížecího titulu z 9. listopadu 1806 - S predikátem Durchlaucht od 22. října 1861 |
|             | 1861 (18. října)                              | - kníže Blücher von Wahlstatt - hrabě Gebhard Bernard Blücher von Wahlstatt | viz poznámky                                         | Ž                                                        | ne | 28. ledna 1869 (v Prusku)                                                      | - Vnuk maršála a knížete Gebharda Leberechta (viz nobilitace r. 1814) - Titul byl nejprve udělen jen ad personam jako obnova titulu maršála Gebharta Leberechta z r. 1814, teprve 14. srpna 1872 bylo knížeti Gebhardu Bernardovi uděleno právo odkazovat titul v každé generaci v primogeniturní linii. - Knížecí titul byl po 14. srpnu 1872 vázán na držbu fideikomisu Wahlstatt a Krieblowitz ve Slezsku a paláce na Pariser Platz v Berlíně - S predikátem Durchlaucht |
|             | 1861 (18. října)                              | - vévoda von Ujest - kníže Friedrich Wilhelm Eugen von Hohenlohe-Oehringen | primogenitura                                        | Ž                                                        | Slezské vévodství Ujest (dnešní Ujazd) vytvořené k tomuto datu ze svobodného stavovského panství Slawentitz (Slavěnčice) | 12. října 1854 (v Prusku)                                                      | Nešlo o knížecí nobilitaci v pravém smyslu, ale o pruské udělení vévodského titulu a vlastního autonomního vévodství mediatizovanému knížecímu rodu |
|             | 1863 (15. listopadu)                          | - kníže Rohan - kníže Camille Rohan, vévoda de Montbazon et de Bouillon, kníže de Gueméné, de Rochefort et de Montauban                                                                             | pro celý rod                                         | Ž                                                        | ne | ne                                                                             | - Pruské uznání rakouského knížecího titulu z 23. června 1832 členovi rakouského diplomatického sboru - S predikátem Durchlaucht |
|             | 1870 (10. května)                             | - kníže von Hatzfeld-Wildenburg - hrabě Alfred von Hatzfeld-Wildenburg-Weisweiler | primogenitura, viz poznámky                          | 1941                                                     | mediatizované rytířské panství Wildenburg | 12. října 1854 (v Prusku, reálně se účastnili až od roku 1856)                 | - Příbuzná větev rodu Hatzfeld-Trachenberg - Titul je dědičný tak, že prvorozený syn je za života otce princem - S predikátem Durchlaucht (prvorozený syn a dědic užívá predikát fürstliche Gnaden) |
|             | 1871 (13. února)                              | - kníže von Bismarck-Schönhausen - hrabě Otto Eduard Leopold von Bismarck-Schönhausen | primogenitura                                        | Ž                                                        | ne | 1. července 1876 (v Prusku)                                                    | - První říšský kancléř a bývalý pruský ministerský předseda - Knížecí titul byl vázán na držbu fideikomisu Sachsenwald-Friedrichsruh (u Schwarzenbeku) v Lauenbursku - S predikátem Durchlaucht |
|             | 1876 (28. července)                           | - princezna/princ von Ardeck - princezna Maria von Hessen-Philipstal-Barchfeld | pro veškeré potomky                                  | 1938, viz poznámky                                       | ne | ne                                                                             | - Nešlo v pravém slova smyslu o knížecí nobilitaci. Česko-rakouská šlechtična, princezna Maria von Hanau-Horzowitz, morganaticky provdaná a posléze rozvedená za hesenského prince Wilhelma, získala po rozvodu od pruského krále pro sebe a děti nový predikát podle zříceniny hradu Ardeck v povodí Lahn. - Titul princ (Prinz) užívala i hlava rodu - Poslední princ se jménem Ardeck, Carl Wilhelm, zemřel v roce 1938, ovšem jeho mladší bratr, Chlodwig Alexis, byl v roce 1925, po vymření legitimní větve lankrabích hesensko-philipstalsko-barchfeldských, a na základě adopce vzdáleným bratrancem Ernstem Eugenem z této větve, uznán v rámci rodiny Hesenských za legitimního dědice a odložil v roce 1925 jméno Ardeck. Titul princů z Ardecku tak v mužské linii roku 1938 zaniká, ačkoli potomci princezny Marie v mužské linii žijí pod jménem Hessen-Philipstal-Barchfeld i v současnosti (2018). - S predikátem Durchlaucht |
|             | 1888 (16. dubna)                              | - kníže von Radolin - hrabě Hugo Eduard Radoliński | primogenitura                                        | Ž                                                        | Hrabství Jaroschin v Poznaňsku (od 17. února 1836) | 20. srpna 1879 (v Prusku)                                                      | S predikátem Durchlaucht |
|             | 1888 (16. dubna)                              | - kníže zu Solms-Baruth - hrabě Friedrich zu Solms-Baruth, stavovský pán na Baruthu | primogenitura                                        | Ž                                                        | Stavovské panství Baruth v Provincii Sasko | 12. října 1854 (v Prusku, reálně se účastnili až od roku 1855)                 | - Vedlejší větev mediatizovaného rodu Solmsů z Hesenska, která však sama mezi mediatizovanou aristokracii nepatřila a byla usazená především v pruském Sasku a v Dolní Lužici - S predikátem Durchlaucht |
|             | 1890 (20. března)                             | - vévoda zu Lauenburg - kníže Otto von Bismarck-Schönhausen | ad personam                                          | 1892                                                     | ne | viz nobilitace r. 1871                                                         | - První říšský kancléř, donucený Vilémem II. k abdikaci. - Titul obdržel jako "bolestné" za propuštění z úřadu kancléře a proto jej hrdě odmítal užívat (vracel např. poštu adresovanou "lauenburskému vévodovi". - Ačkoli Bismarck vlastnil nějaké majetky v Lauenbursku (zejména statek Friedrichsruh), nebyla s titulem spojena žádná práva na toto vévodství nebo nějaká míra autonomie. |
|             | 1890 (22. října)                              | - kníže zu Stolberg-Wernigerode - hrabě Otto zu Stolberg-Wernigerode, hrabě von Königstein, Rochefort und Hohnstein                                                                                 | viz poznámky                                         | Ž                                                        | mediatizované stavovské panství Wernigerode (bývalé říšské hrabství) | 12. října 1854                                                                 | - Mediatizovaný říšský hraběcí rod - Knížecí titul je dědičný tak, že všechny děti panujícího knížete i dědičného prince jsou princi/princeznami (prvorozený syn knížete je dědičný princ), ostatní vzdálenější potomci a příbuzní užívají hraběcí titul - S predikátem Durchlaucht |
|             | 1891 (21. září)                               | - dědičný princ/princezna zu Salm-Reifferscheidt-Krautheim und Dyck - dědičný starohrabě Alfred Georg zu Salm-Reifferscheidt-Krautheim und Dyck a jeho sestry, starohraběnky Marie Charlotte a Rosa | ad personam                                          | 1893, viz poznámky                                       | ne | 12. října 1854 (v Prusku)                                                      | Nešlo v pravém smyslu o knížecí nobilitaci, ale jen o rozšíření knížecího titulu v rámci mediatizovaného primogeniturně knížecího rodu. Když dědic knížecího titulu v roce 1893 následoval po svém otci, rozšíření pozbylo smyslu. Princezna Marie Charlotte byla již od roku 1890 provdána za knížete Erweina von der Leyen a titul tudíž nikdy neužívala, princezna Rosa se roku 1890 provdala za knížete Moritze zu Hohenlohe-Schilingsfürst (syna kancléře Chlodwiga) a titul se jménem pro ni od této doby také pozbyl na významu. |
|             | 1893 (22. března)                             | - kníže zu Stolberg-Stolberg - hrabě Alfred zu Stolberg-Stolberg, hrabě zu Königstein a Hohnstein, pán zu Eppstein, Münzenberg, Breuberg, Lohra a Klettenberg                                       | viz poznámky                                         | Ž                                                        | mediatizované stavovské panství Stolberg (bývalé říšské hrabství) | 12. října 1854                                                                 | - Mediatizovaný říšský hraběcí rod - Knížecí titul je dědičný tak, že všechny děti panujícího knížete i dědičného prince jsou princi/princeznami (prvorozený syn knížete je dědičný princ), ostatní vzdálenější potomci a příbuzní užívají hraběcí titul - S predikátem Durchlaucht |
|             | 1893 (22. března)                             | - kníže zu Stolberg-Roßla - hrabě Botho August zu Stolberg-Roßla, hrabě zu Königstein a Hohnstein, pán zu Eppstein, Münzenberg, Breuberg, Lohra a Klettenberg                                       | viz poznámky                                         | Ž                                                        | ne | 12. října 1854                                                                 | - Mediatizovaný říšský hraběcí rod - Knížecí titul je dědičný tak, že všechny děti panujícího knížete i dědičného prince jsou princi/princeznami (prvorozený syn knížete je dědičný princ), ostatní vzdálenější potomci a příbuzní užívají hraběcí titul - S predikátem Durchlaucht |
|             | 1899 (29. srpna)                              | - kníže Münster von Derneburg - hrabě Georg Herbert Münster zu Ledenburg, svobodný pán von Grothaus                                                                                                 | ad personam                                          | 1902                                                     | ne | 16. listopadu 1867                                                             | - Německý velvyslanec v Paříži a Londýně - S predikátem Durchlaucht |
|             | 1900 (1. ledna)                               | - kníže zu Innhausen und Knyphausen - hrabě Edzard zu Innhausen und Knyphausen, urozený pán zu Lütetsburg a zu Bergum                                                                               | primogenitura                                        | 1978                                                     | ne | 16. listopadu 1867 (v Prusku)                                                  | - Potomek starého rodu fríských náčelníků - S predikátem Durchlaucht |
|             | 1900 (1. ledna)                               | - kníže zu Eulenburg und Hertefeld - hrabě Philipp Friedrich zu Eulenburg und Hertefeld | primogenitura                                        | Ž                                                        | ne | 27. ledna 1900 (v Prusku)                                                      | S predikátem Durchlaucht |
|             | 1900 (1. ledna)                               | - kníže zu Dohna-Schlobitten - purkrabí a hrabě Rudolf zu Dohna-Schlobitten | primogenitura                                        | Ž                                                        | Hrabství Dohna ve Východním Prusku (vzniklo 10. září 1840, spoluvlastnictví s ostatními liniemi rodu) | 12. října 1854                                                                 | S predikátem Durchlaucht |
|             | 1901 (18. ledna)                              | - hrabě Henckel, kníže von Donnersmarck - hrabě Guido Georg Friedrich Henckel von Donnersmarck | primogenitura                                        | Ž                                                        | Slezské stavovské panství Beuthen | 12. října 1854 (v Prusku)                                                      | S predikátem Durchlaucht |
|             | 1905 (6. června)                              | - kníže von Bülow - hrabě Bernhard von Bülow | ad personam                                          | 1929                                                     | ne | ne                                                                             | - Německý říšský kancléř - S predikátem Durchlaucht |
|             | 1905 (20. prosince)                           | - vévoda von Pleß - kníže Hans Heinrich XI von Pleß, hrabě von Hochberg | ad personam                                          | 1907                                                     | viz nobilitace 1850 | viz nobilitace 1850                                                            | Ad personam vyznamenání pruskému nejvyššímu dvorskému lovčímu a oblíbenému knížeti císařů Viléma I. a Viléma II. |
|             | 1908 (8. ledna)                               | - kníže von Putbus - hrabě Franz Adolf von Veltheim | primogenitura                                        | 1927                                                     | Hrabství Putbus na Rujáně, viz nobilitace v l. 1817 a 1861 |                                                                                | - Manžel Marie, nejstarší dcery knížete Wilhelma Malteho II. (viz nobilitace r. 1861) - Titul vyhasl již s prvním bezdětným knížetem - S predikátem Durchlaucht |
|             | 1909 (22. března)                             | - kníže Münster von Derneburg - hrabě Alexander Münster von Ledenburg, svobodný pán von Grothaus | ad personam                                          | 1922                                                     | ne | 16. listopadu 1867                                                             | - Syn knížete Georga Herberta (viz nobilitace r. 1899) - Dosavední predikát podle zámku Ledenburg u Osnabrücku byl změněn podle zámku a sekularizovaného kláštera Derneburg poblíž Hildesheimu. Oba zámky se nalézaly v majetku rodiny. - S predikátem Durchlaucht |
|             | 1914 (18. dubna)                              | - kníže von Wedel - hrabě Karl Leo von Wedel | ad personam                                          | 1919                                                     | ne | ne                                                                             | S predikátem Durchlaucht |

### Švédské Pomořany
Švédsko získalo vestfálským mírem v říši území na severozápadě Německa (Brémské vévodství a Verdenské knížectví) i na jeho severovýchodě (město Wismar s částí ostrova Poel a zrušeným klášterem Neukloster v Meklenbursku a především rozlehlé vévodství Předních Pomořan s Rujánským knížectvím). Na všech těchto územích nobilitovali švédští králové tamní obyvatelstvo (např. maršála Königsmarka, který byl roku 1651 povýšen na hraběte) bez ohledu na práva císaře a říše. Oproti vlastnímu Švédsku si však severoněmecká území udržela dosavadní zemská zřízení a stavovskou obec. Jejich šlechta tedy nebyla automaticky součástí stavovské obce ve Švédsku. Do povyšování se ovšem proti vůli římských panovníků nepouštěli a knížecí titul byl navíc mezi švédskou šlechtou zcela neznámý. Za celé trvání Švédské říše došlo jen ke dvěma knížecím nobilitacím, přičemž jedna se vůbec nevztahovala ke švédským severoněmeckým državám a navíc pouze potvrzovala již udělený knížecí titul říšský a ke druhé nobilitaci (v Pomořansku, resp. na Rujáně) došlo až po zániku Svaté říše římské, kdy již byl švédský král ve zbytku svých německých držav neomezeným vládcem. Ani jeden z těchto knížat, jejichž knížecí titul vyhasl s nimi, se nestal součástí švédské stavovské obce sdružené v radě Riddarhuset.
| Knížecí erb | Datum nobilitace  | Knížecí titul a jméno prvního knížete                            | Typ udělení titulu  | Datum vymření rodu po meči či vyhasnutí knížecího titulu | Autonomní území | Dědičné členství v horní sněmovně | Poznámky |
| ----------- | ----------------- | ---------------------------------------------------------------- | ------------------- | -------------------------------------------------------- | --------------- | --------------------------------- | --- |
|             | 1785 (28. dubna)  | - kníže von Hessenstein - kníže Fridrich Wilhelm von Hessenstein | pro veškeré potomky | 1808                                                     | ne              | ne                                | - Morganatický syn švédského krále Frederika I. - Švédské potvrzení říšského knížecího titulu z 1. srpna 1772 - Nešlo o knížete sídlícího ve Švédských Pomořanech. Jeho majetkové zázemí tvořily statky Panker, Schmoel a Hohenfelde ve východním Holštýnsku, patřícímu dánské Koruně, které byly roku 1741 úředně spojeny v "Panství Hessenstein". Ve vlastním Švédsku držel kníže jen stockholmský Palác Hessenstein - Titul vyhasl již s prvním knížetem, který neměl mužské potomky - S predikátem Durchlaucht od 25. června 1799 |
|             | 1807 (25. května) | - kníže von Putbus - hrabě Wilhelm Malte von Putbus              | primogenitura       | 1854                                                     | ne              | ne                                | - Poslední potomek jedné z vedlejších větví slovanských rujánských knížat - Titul vyhasl již s prvním knížetem, který neměl mužské potomky - Titul roku 1817 potvrzen v Prusku (viz výše) |

### Bavorské království
V Bavorském království se k roku 1815 nacházela mediatizovaná panství knížat Schwarzenbergů, Oettingenů ze Spielbergu, Oettingenů z Wallersteinu, Löwensteim-Wertheim-Rosenberg, Löwenstein-Wertheim-Freudenberg, Hohenlohe-Schilingsfürst, Leiningen, Fuggerů z Babenhausenu, Esterházyů, Sinzendorfů a Waldburg-Zeil-Trauchburg. Dále se v zemi nacházelo mnoho panství mediatizovaných hrabat a některá mediatizovaná knížata (Thurn-Taxisové, Waldburgové z Wolfeggu) vlastnila v království klasický šlechtický pozemkový majetek, nikoli ale mediatizovaná panství. Bavorsko patřilo k těm státům, které mediatizovaným rodinám vyšly relativně vstříc a garantovalo většinu svobod, které žádal Německý spolek, ovšem stavělo se proti tomu, aby mediatizovaní drželi práva přesahující hranice země, zejména pak odmítalo požadavek na kuriální hlas všech německých mediatizovaných rodů v Německém spolku, který nakonec německé dříve panující rody nezískaly. Predikát Jasnost (Durchlaucht) byl hlavám v Bavorsku usazených mediatizovaných knížecích rodů (všech výše jmenovaných bez ohledu na typ pozemkového majetku v království drženého) přiznán panovnickým nejvyšším rozhodnutím z 18. srpna 1825. Bavorsko také vedle Pruska a Rakouska povýšilo v průběhu 19. století nejvíce osob a rodů do knížecího, případně vévodského stavu (titul vévody v Bavorsku, stejně jako jinde v Německu byl pouze polepšením titulu knížecího, nikoli samostatným šlechtickým hodnostním stupněm). Bavorští králové se přitom neomezovali jen na nobilitace svých příbuzných a povyšování mediatizovaných hrabat, jako tomu bylo v řadě dalších států. Bavorsko ovšem jako jediný stát v Německu odmítalo přiznat knížatům titul princ (Prinz) a princezna (Prinzessin) pro mladší členy jejich domu. Na základě nejvyšších rozhodnutí krále Ludvíka I. z 11. ledna a 2. prosince 1837 se titul princů a princezen rezervoval pro královskou rodinu. Knížecí rody, které měly svůj titul udělen pro veškeré potomky, užívaly od tohoto data knížecí titul pro všechny své členy. Bavorsko se tak stalo jedinou zemí v Německu, kde byl titul prince nadřazen knížecímu. Až 12. března 1911 vydal princ-regent Luitpold nejvyšší rozhodnutí, podle kterého se napříště "tolerovalo" užívání titulu princ a princezna u mediatizovaných knížecích rodin. Toto nejvyšší rozhodnutí také rozšiřovalo právo užívat predikát Jasnost (Durchlaucht) a Osvícenost (Erlaucht, u hrabat) na všechny členy mediatizovaných knížecích a hraběcích rodů. Jako protiústavní ovšem nebylo toto nejvyšší rozhodnutí oficiálně publikováno ve sbírce zákonů a nařízení. Navíc se netýkalo "nových" knížat, pokud nešlo o povýšená mediatizovaná hrabata. Některé bývalé bavorské knížecí rody tak i po roce 1919 a po zrušení šlechtických titulů mají Fürst a Fürstin jako součást jména. Zákon z roku 1919 totiž nejen činil ze zrušených šlechtických titulů součást příjmení, ale také likvidoval primogeniturní tituly. Německá knížata včetně hlav rodu proto od té doby užívají v příjmení titul prince (případně hraběte), bavorských titulárních knížat z 19. století se to ovšem netýká (kníže v Bavorsku nebyl primogeniturní titul pokud byl do knížecího stavu povýšen celý rod). Bavorští panovníci ojediněle povyšovali knížata na vévody a mimo mediatizovaná stavovská panství zřídilo Bavorsko dvě nová území se zvláštním statusem, obě vzniklá z bývalých a sekularizovaných biskupských knížectví.
Mimo niže uvedená knížata a knížata mediatizovaná upravovaly zvláštní dekrety a zákony v Bavorsku již jen titulaturu vládnoucího rodu. Potomci prvního krále Maxmiliána I. Josefa měli od vzniku království 1. ledna 1806 právo na titul princ/princezna von Bayern a oslovení královská Výsost (königliche Hoheit), zatímco potomci králova příbuzného Viléma z linie Pfalz-Zweibrücken-Birkenfeld získali titul vévoda/vévodkyně in Bayern (namísto von Bayern, tedy doslova "vévoda v Bavorsku") a oslovení Jasnost, které jim ovšem král Ludvík I. 21. března 1845 polepšil na predikát královská Výsost.

#### Knížectví
| Znak knížectví | Název                        | Vznik               | Zánik | Rody držitelů   | První držitel(é)                      | Poznámky                               |
| -------------- | ---------------------------- | ------------------- | ----- | --------------- | ------------------------------------- | -------------------------------------- |
|                | Knížectví Eichstätt          | 1817 (14. prosince) | 1833  | Leuchtenbergové | princ Eugéne de Beauharnais-Bonaparte | Bývalé říšské knížecí biskupství       |
|                | Vévodství Wörth a Donaustauf | 1899 (8. května)    | 1918  | Thurn-Taxisové  | kníže Albert Thurn-Taxis              | Bývalé říšské Knížecí biskupství Řezno |

#### Knížata
| Knížecí erb | Datum nobilitace                        | Knížecí titul a jméno prvního knížete | Typ udělení titulu                | Datum vymření rodu po meči či vyhasnutí knížecího titulu | Autonomní území | Dědičné členství v horní sněmovně                                                                                          | Poznámky |
| ----------- | --------------------------------------- | --- | --------------------------------- | -------------------------------------------------------- | --- | --- | --- |
|             | 1812 (19. listopadu)                    | - kníže zu Löwenstein-Wertheim-Freudenberg - hrabě Johann Karl Ludwig zu Löwenstein-Wertheim-Freudenberg                                 | pro veškeré potomky               | Ž                                                        | mediatizované stavovské panství Wertheim (dříve říšské hrabství, v držbě jen část, leželo v Bavorsku a Bádensku), panství Freudenberg (v Bádensku) | v Bavorsku a Bádensku | Knížecí titul pro rod mediatizovaných říšských hrabat |
|             | 1814 (9. června) (diplom 3. ledna 1819) | - kníže von Wrede - hrabě Carl Philipp von Wrede                                                                                         | pro veškeré potomky               | Ž                                                        | ne | v Bavorsku | S predikátem Durchlauchtig-Hochgeboren ad personam od 2. prosince 1829, s predikátem Durchlaucht ad personam od 8. června 1839 (vždy pro aktuální hlavu rodu) a s predikátem Durchlaucht dědičně pro hlavu rodu od 1. dubna 1882 |
|             | 1817 (14. prosince)                     | - vévoda von Leuchtenberg. kníže von Eichstätt - princ Eugène de Beauharnais-Bonaparte, dědičný velkovévoda frankfurtský, kníže benátský | pro veškeré potomky, viz poznámky | 1974                                                     | Knížectví Eichstätt | | - Princ Eugéne byl ženatý s bavorskou princeznou Augustou, dcerou krále Maxmiliána I. - Titul vévoda z Leuchtenbergu náležel dědičně vždy hlavě rodu (bez toho, že by rod tento hrad či dokonce celé bývalé říšské lankrabství měl ve své držbě), ostatní členové rodu užívali titul kníže/kněžna z Eichstättu a v rámci Bavorska tvořil Eichstätt autonomní knížectví s právy mediatizovaného stavovského panství a s územím, odpovídajícím bývalému eichstättskému biskupskému knížectví. - S predikátem königliche Hoheit dědičně pro hlavu rodu a predikátem Durchlaucht pro ostatní |
|             | 1834 (25. června)                       | - kněžna von Talbot - lady Mary Alathea Talbot, dcera hraběte (earl) of Shrewsbury                                                       | ad personam                       | 1858                                                     | ne | ne | - Morganatická manželka Dona Filippa Andreii Dorii, knížete z Toriglia - S predikátem Durchlaucht |
|             | 1838 (17. srpna)                        | - kníže von Polignac - vévoda Jules Armand de Polignac, Princeps Romanus                                                                 | pro veškeré potomky               | Ž                                                        | ne | ne | |
|             | 1899 (8. května)                        | - vévoda von Wörth und Donaustauf - kníže Albert Maria von Thurn und Taxis                                                               | primogenitura                     | Ž                                                        | Vévodství Wörth a Donaustauf (v Bavorsku) | - 26. května 1818 (v Bavorsku) - 25. září 1819 (ve Württembersku) - 12. října 1854 (v Prusku) - 5. dubna 1862 (v Rakousku) | - Nešlo o knížecí nobilitaci v pravém smyslu, ale o udělení doplňkového vévodského titulu a darování autonomního vévodství hlavě mediatizovaného knížecího rodu - Vévodství vzniklo na území dřívějšího řezenského biskupského knížectví |
|             | 1901 (7. března)                        | - kníže zu Castell-Castell - hrabě Freidrich Karl zu Castell-Castell                                                                     | primogenitura                     | Ž                                                        | mediatizované stavovské panství (bývalé říšské hrabství) Castell-Castell                                                                           | 26. května 1818 (v Bavorsku)                                                                                               | - Primogeniturní povýšení mediatizovaného hraběcího rodu - S predikátem Durchlaucht |
|             | 1901 (7. března)                        | - kníže zu Castell-Rüdenhausen - hrabě Kasimir Friedrich zu Castell-Rüdenhausen                                                          | primogenitura                     | Ž                                                        | mediatizované stavovské panství (bývalé říšské hrabství) Castell-Rüdenhausen                                                                       | 26. května 1818 (v Bavorsku)                                                                                               | - Primogeniturní povýšení mediatizovaného hraběcího rodu - S predikátem Durchlaucht |
|             | 1901 (12. března)                       | - kníže von Quadt zu Wykradt und Isny - hrabě Otto Wilhelm Friedrich von Quadt zu Wykradt und Isny                                       | primogenitura                     | Ž                                                        | mediatizované stavovské panství (bývalé říšské hrabství) Isny (ve Württembersku)                                                                   | - 16. března 1851 (v Bavorsku) - 25. září 1819 (ve Württembersku)                                                          | - Primogeniturní povýšení mediatizovaného hraběcího rodu - Knížecí titul uznán 2. dubna toho roku i ve Württembersku (viz níže) - S predikátem Durchlaucht |
|             | 1905 (20. ledna)                        | - kníže von Sayn-Wittgenstein - princ Hermann Eugen zu Sayn-Wittgenstein-Hohnstein                                                       | pro veškeré potomky               | 1959                                                     | ne | ne | - Nešlo o knížecí nobilitaci v pravém smyslu, princ z mediatizovaného rodu Sayn-Wittgenstein-Hohnstein, který takto zpřetrhal svazky se svým rodem, z něhož se novým titulem vyčlenil. - Od mediatizované rodiny Sayn-Wittgenstein se rod odlišoval predikátem „von“ namísto „zu“. - S právem nosit dál erb Sayn-Wittgensteinů - 11. července 1912 byl knížecí titul potvrzen i v Rakousku-Uhersku |
|             | 1909 (22. července)                     | - kníže von La Rochefoucauld - hrabě Aimery Marie François de La Rochefoucauld                                                           | primogenitura                     | 1942                                                     | ne | ne | |
|             | 1913 (30. prosince)                     | - kníže Fugger von Glött - hrabě Karl Fugger von Glött, pán von Oberndorf und Kirchhein, hrabě von Kirchberg und Weißenhorn              | primogenitura                     | 1981                                                     | mediatizované stavovské panství Glött (bývalé říšské hrabství)                                                                                     | | - Primogeniturní povýšení mediatizovaného hraběcího rodu - S predikátem Durchlaucht |

### Württemberské království
Pod svrchovaností Württemberska se v roce 1815 nacházela panství dříve bezprostředních knížat Colloredo-Mannsfeldů, Ditrichštejnů, Fürstenbergů, Hohenlohe-Kirchberg, Hohenlohe-Oehringen, Hohenlohe-Langenburg, Hohenlohe-Waldenburg-Schilingsfürst (linie Waldenburg), Löwenstein-Wertheim-Rosenberg, Löwenstein-Wertheim-Freudenberg, Oettingen-Spielberg, Oettingen-Wallerstein, Schwarzenbergů, Sayn-Wittgenstein-Hohnstein, Solms-Braunfels, Thurn-Taxisů, Waldburg-Wolffegg-Waldsee, Waldburg-Zeil-Wurzach, Waldburg-Zeil-Trauchburg a Windisch-Graetzů. Predikát Jasnost (Durchlaucht) byl přiznán na základě rozhodnutí sněmu Němuckého spolku pouze hlavám těchto rodů a nikdy nebyl württemberskými králi rozšířen na ostatní členy rodu v rámci paušálního dekretu, ale jen privilegii pro konkrétní rod. Takto jej získali Hohenlohové, resp. všichni v zemi usazení příslušníci tohoto rodu bez ohledu na rodovou větev. Privilegium bylo uděleno 3. února 1902. Udělení predikátu Osvícenost (Erlaucht) se rovněž týkalo pouze hlav rodů v zemi usazených mediatizovaných hrabat, kterých bylo velké množství. Pro přiznání privilegií mediatizované šlechty byla nutná setrvalá držba mediatizovaného stavovského panství. Ve Württembersku byl zaveden vévodský titul, ovšem byl udílen jen morganatickým potomkům vládnoucího rodu. V království neexistovaly, mimo mediatizovaných stavovských panství, žádné feudální domény s autonomním postavením. Udílení knížecího titulu se v podstatě omezilo na potvrzování zahraničních knížecích diplomů a stavovské povyšování příbuzných panující dynastie.
Zvláštní tituly a oslovení upravené zákony se ve Württembersku týkaly jen titulů samotné panující dynastie. Při vzniku království k 1. lednu 1806 měl všem potomkům každého panujícího krále náležet titul princ/princezna von Württemberg a oslovení královská Výsost (königliche Hoheit), bratrům (nikoli sestrám) prvního krále Fridricha I. i jejich potomkům pak titul vévoda/vévodkyně von Württemberg a oslovení Výsost (Hoheit), ostatním členům dynastie potom titul princ/princezna von Württemberg a oslovení Jasnost (Durchlaucht). Dne 29. května 1825 byl titul vévody/vévodkyně a predikát Výsost přiznán králem Vilémem I. všem členům vedlejších linií a 11. listopadu 1865 byl všem těmto vedlejším liniím, jejichž členové patřili sice k vládnoucí dynastii, ale nebyli potomky prvního krále, přiznán králem Karlem I. predikát královská Výsost.
| Knížecí erb | Datum nobilitace                          | Knížecí titul a jméno prvního knížete                                                    | Typ udělení titulu                                                              | Datum vymření rodu po meči či vyhasnutí knížecího titulu | Autonomní území                                               | Dědičné členství v horní sněmovně                                 | Poznámky |
| ----------- | ----------------------------------------- | ---------------------------------------------------------------------------------------- | ------------------------------------------------------------------------------- | -------------------------------------------------------- | ------------------------------------------------------------- | ----------------------------------------------------------------- | --- |
|             | 1816 (31. července)                       | - kníže von Montfort - princ Jérôme Bonaparte, bývalý král vestfálský                    | pro veškeré potomky                                                             | 1852, viz poznámky                                       | ne                                                            | ne                                                                | - Nešlo v pravém smyslu o knížecí nobilitaci, ale o udělení náhradního titulu členu rodu Bonapartů a švagru krále Fridricha I. - Potomci krále Jerôma dosud (2018) žijí, titul knížete z Montfortu ale ztratil po roce 1852 význam, protože toho roku udělil Napoleon III. rodu Bonapartů titul knížete Bonaparte. |
|             | 1863 (1. prosince)                        | - kníže/vévoda von Teck - hrabě Franz von Hohenstein                                     | - pro veškeré potomky (kníže/kněžna) - primogenitura (vévoda, od 16. září 1871) | 1917, viz poznámky                                       | ne                                                            |                                                                   | - Syn z morganatického manželství prince Alexandra Württemberského s hraběnkou Klaudií Rhédey von Kis-Rhéde. - Členové rodu užívají titul kníže a kněžna (tj. Fürst/Fürstin, nikoli princ a princezna, tj. Prinz/Prinzessin), ještě první kníže Franz byl dodatečně povýšen do primogeniturního vévodského stavu (16. září 1871) - Rod vymřel v mužské linii v roce 1981, ovšem protože koncem 19. století přesídlili jeho členové do Británie, kde byl r. 1917 vydán tzv. Titles deprivation act, rušící německé tituly, lze od tohoto roku považovat titul knížete a vévody za odumřelý (členové rodu dobrovolně přijali tituly britských peerů: markýzů a hrabat) - S predikátem Durchlaucht pro celý rod |
|             | 1867 (28. května) (diplom 10. ledna 1868) | - kníže/vévoda von Urach - hrabě Wilhelm von Württemberg                                 | - primogenitura (vévoda) - pro veškeré potomky (kníže/kněžna)                   | Ž                                                        | ne                                                            |                                                                   | - Syn z morganatického manželství vévody Viléma Bedřicha Württemberského a svobodné paní Wilhelminy von Tunderfeld-Rhodis - Členové rodu užívají titul kníže a kněžna (tj. Fürst/Fürstin, nikoli princ a princezna, tj. Prinz/Prinzessin) a doplňkový titul hrabě/hraběnka (Graf/Gräfin) von Württemberg, vévodský titul (Herzog) přísluší výlučně hlavě rodu - S predikátem Durchlaucht pro celý rod |
|             | 1901 (2. dubna)                           | - kníže von Quadt zu Wykradt und Isny - kníže Otto Wilhelm von Quadt zu Wykradt und Isny | primogenitura                                                                   | Ž                                                        | mediatizované stavovské panství Isny (bývalé říšské hrabství) | - 25. září 1819 (ve Württembersku) - 16. března 1851 (v Bavorsku) | - Württemberské potvrzení bavorského knížecího titulu z 12. března toho roku (viz výše) - S predikátem Durchlaucht |

### Hesenské kurfiřtství
Pod svrchovanost Hesenského kurfiřtství se po roce 1816 ocitla pouze knížata Isenburg-Birnstein a několik mediatizovaných hraběcích rodů. Hesensko jim garantovalo práva mediatizovaných rodů dle rozhodnutí sněmu Německého spolku. V oblasti titulatury byly knížatům Isenburg-Birstein ediktem z 29. května 1833 přiznány dědičné predikáty pro hlavu rodu: "Jasně-vysokorodý Pane kníže" (Durchlauchtig Hochgeborner Herr Fürst) a "Jasnosti" (Durchlaucht). V letech 1815-1866 došlo jen ke dvěma knížecím nobilitacím, přičemž se jednalo v jednom případě o morganatické potomstvo samotného kurfiřta a ve druhém o polepšení titulu mediatizovaného hraběcího rodu. Mimo mediatizovaná území nevznikla v Hesenském kurfiřtství žádná feudální panství se zvláštním statutem.
| Knížecí erb | Datum nobilitace | Knížecí titul a jméno prvního knížete                                                                                  | Typ udělení titulu  | Datum vymření rodu po meči či vyhasnutí knížecího titulu | Autonomní území                                                       | Dědičné členství v horní sněmovně                                                                            | Poznámky |
| ----------- | ---------------- | --- | ------------------- | -------------------------------------------------------- | --------------------------------------------------------------------- | --- | --- |
|             | 1853 (2. června) | - kněžna/kníže von Hanau - hraběnka Gertrude von Schaumburg a její děti                                                | pro veškeré potomky | 1917                                                     | ne                                                                    | ne | - Morganatická manželka posledního kurfiřta Gertruda Falkenstein s dětmi vzešlými ze sňatku. Gertruda byla i s dětmi nejprve povýšena na hraběnku ze Schaumburgu. - Titul byl rodině posléze potvrzen i v Rakousku, kam kurfiřt roku 1866 emigroval. V Rakousku rod získal predikát po panství Hořovice, které kurfiřt v Čechách vlastnil. - S predikátem Durchlaucht pro celý rod od 10. června 1862 |
|             | 1865 (17. srpna) | - kníže zu Isenburg und Büdingen in Wächtersbach - hrabě Ferdinand Maximilian zu Isenburg und Büdingen in Wächtersbach | pro veškeré potomky | Ž                                                        | mediatizované stavovské panství Wächtersbach (bývalé říšské hrabství) | - (v Hesenském kurfiřtství) - 17. prosince 1820 (v Hesenském velkovévodství) - 16. listopadu 1867 (v Prusku) | - Nobilitace mediatizovaného hraběcího rodu - S predikátem Durchlaucht |

### Hesenské velkovévodství
Na území Hesenského velkovévodství se po Vídeňském kongresu nacházela území mediatizovaných knížecích rodů Isenburg-Birstein, Leiningen, Solms-Braunfels, Solms-Lich und Hohensolms a Löwenstein-Wertheim-Rosenberg a také území několika mediatizovaných hraběcích rodů z nichž rodům Löwenstein-Wertheim-Freudenberg, Isenburg-Büdingen a Erbach-Schönberg byl posléze přiznán knížecí stav. Predikát Jasnost (Durchlaucht) pro hlavy mediatizovaných knížecích rodů, jak požadovalo rozhodnutí Německého spolku, přiznalo velkovévodství na základě výnosů ze 17. února 1820 a z 18. července 1858. K rozšíření titulu na všechny členy knížecích rodů ve velkovévodství, na rozdíl od rodin hraběcích, nedošlo. Výjimku tvořily pouze rody, které byly povýšeny do knížecího stav až ve velkovévodství a predikát jim byl výslovně přiznán spolu s knížecím titulem. V Hesenském velkovévodství nebyla zřízena žádná autonomní knížectví mimo držav mediatizovaných rodů.
| Knížecí erb | Datum nobilitace    | Knížecí titul a jméno prvního knížete                                                                                     | Typ udělení titulu             | Datum vymření rodu po meči či vyhasnutí knížecího titulu | Autonomní území | Dědičné členství v horní sněmovně              | Poznámky |
| ----------- | ------------------- | --- | ------------------------------ | -------------------------------------------------------- | --- | ---------------------------------------------- | --- |
|             | 1812 (17. prosince) | - kníže zu Löwenstein-Wertheim-Freudenberg - kníže Johann Karl Ludwig zu Löwenstein-Wertheim-Freudenberg                  | pro veškeré potomky            | Ž                                                        | mediatizované stavovské panství Wertheim (dříve říšské hrabství, v držbě jen část, leželo v Bavorsku a Bádensku), panství Freudenberg (v Bádensku) | v Bavorsku a Bádensku                          | Hesensko-darmstadtské potvrzení bavorského knížecího titulu z 19. listopadu toho roku. |
|             | 1821 (14. června)   | - princezna von Nidda - hraběnka Louisa Charlotte von Nidda                                                               | pro veškeré potomky            | 1864                                                     | ne | ne                                             | - Dcera z morganatického manželství prince Georga Hesensko-Darmstadtského a Karoliny Ottilie Török de Szendrő - S predikátem Durchlaucht |
|             | 1840 (17. srpna)    | - kníže zu Isenburg und Büdingen in Büdingen - hrabě Ernst Kasimir zu Isenburg und Büdingen in Büdingen                   | pro veškeré potomky            | 1965                                                     | mediatizované stavovské panství Büdingen (bývalé říšské hrabství)                                                                                  | 17. prosince 1820 (v Hesenském velkovévodství) | - Nobilitace mediatizovaného hraběcího rodu - S predikátem Durchlaucht |
|             | 1858 (26. prosince) | - kníže/princ von Battenberg - princ Alexander Hesensko-Darmstadtský, jeho choť hraběnka Julie von Hauke a jejich potomci | pro veškeré potomky, viz pozn. | 1917, viz poznámky                                       | ne | ne                                             | - Princ Alexander Hesenský, který uzavřel morganatický sňatek doborvolně sám rezignoval na příslušnost ke své rodině a přijal titul knížete z Battenbergu. - Potomci prince Alexandra užívali i v prvorozenecké linii jen titul prince z Battenbergu, titul knížete byl vyhrazen jen Alexandrovi. - Rodina Battenbergů se za první světové války postavila na stranu Británie. V souvislosti s vydáním tzv. Titles deprivation act a souvisejících Letters patents se rodina v r. 1917 musela vzdát svých německých titulů a přijmout jméno Mounttbaten a tituly britských peerů. Rod je stále (2018) rodem žijícím, navíc díky spříznění rodu s královskou rodinou je princ Charles Mounttbaten-Windsor následníkem britského trůnu. - S predikátem Durchlaucht |
|             | 1903 (18. srpna)    | - kníže a hrabě zu Erbach-Schönberg - hrabě Gustav zu Erbach-Schönberg                                                    | pro veškeré potomky            | Ž                                                        | mediatizované stavovské panství Erbach-Schönberg (bývalé říšské hrabství)                                                                          | 17. ledna 1820 (v Hesenském velkovévodství)    | - Nobilitace mediatizovaného hraběcího rodu - S predikátem Durchlaucht |

### Německá suverénní knížectví
Vládnoucí kníže v principu nemohl povyšovat šlechtice stejným titulem, který sám nosil. Výjimkou z tohoto pravidla byla ale nobilitace vlastních příbuzných, zejména pak tehdy, když hrozilo vymření hlavní knížecí větve rodu a očekávalo se nástupnictví rodové sekungenitury. V letech 1806-1918 proto došlo i k několika nobilitacím z rukou německých knížat.

#### Lippe
V knížectví Lippe se udílení knížecích titulů (princů, princezen) i titulů hraběcích omezovalo na pokrevní a sešvagřené příbuzné panující dynastie. Hrabě Leopold von Lippe-Biesterfeld se po smrti vládnoucího knížete Alexandra stal 13. ledna 1905 sám knížetem jako Leopold IV. Svým bratrům a sestrám udělil při té příležitosti tituly princů a princezen s oslovením Jasnost (Durchlaucht), ačkoli jejich rodiče byli toliko hraběcího rodu. Manželka nejstaršího z knížecích bratrů, prince Bernarda: hraběnka Armgarda Kunigunda z Oeynhausenu, rozená von Cramm a babička královny Beatrix, získala jako morganatická Bernardova choť tentýž titul a predikát Jasnost 24. února 1916. O čtyři dny později (28. února) byl titul prince/princezny i oslovení Jasnost přiznán i dvěma členům vedlejší větve Lippe-Weißenfeld: hraběti Klementovi dědičně a doživotně (ad personam) Anně, vdově po hraběti Ernstovi, rozené princezně Isenburg-Büdingen-Büdingen.

#### Schwarzburg-Rudolstadt
Vládnoucí kníže Fridrich Günther se morganaticky oženil s hraběnkou Helenou von Rheina, nemanželskou dcerou prince Jiřího Anhaltsko-Desavského a zároveň adoptivní dcerou Jiřího bratra, prince Viléma. Na základě adopce se Helena sice stala princeznou z Anhaltu, její manžel ji ovšem ještě povýšil i s potomky z jejich manželství na princeznu von Leutenberg. K povýšení a udělení predikátu Jasnost pro celý rod došlo 21. června 1860, ovšem členům rodu byl vyhrazen výlučně titul princ, nikoli kníže, aby se zdůraznilo postavení boční větve vládnoucího rodu Schwarzburgů. Princové z Leutenbergu v současnosti (2018) stále žijí, neužívají ale již původní jméno a titul. Po smrti posledního schwarzburského knížete, Günthera Viktora r. 1925, v té době již sesazeného, přijal princ Sizzo z Leutenbergu na základě adopce titul a jméno knížat ze Schwarzburgu a on i jeho potomci se stali pretendenty na schwarzburský knížecí stolec.

#### Reuss, mladší linie
V knížectví Reuss-Schleiz, zvaném od r. 1848 Reuss, mladší linie, měla vládnoucí knížecí rodina hraběcí sekundogenituru Reuss-Köstritz, které patřily statky převážně v Pruském Slezsku v okolí Hirschbergu. Tato hraběcí sekundogenitura byla po částech povyšována do knížecího stavu. Nejprve byl 9. dubna 1806 povýšen Heinrich XLIII. povýšen císařem Františkem II. povýšen do říšského knížecího stavu pro všechny potomky. Jeho rod po meči vymřel roku 1856. Již 6. října 1817 rozšířil vládnoucí kníže z Reussu-Schleizu, Heinrich XLII. tento říšský knížecí titul také na hraběte Heinricha XLIV. z Reuss-Köstritz, z tzv. prostřední větve, vzdáleného příbuzného knížete Heinricha XLIII. Heinrich XLIV. směl užívat i s potomky pouze titul prince/princezny, protože hlavou rodu Reuss-Köstritz byli prvorození potomci Heinricha XLIII., nikoli Heinricha XLIV. Titul nebyl potomkům Heinricha XLIV. polepšen dokonce ani po vymření starší větve v roce 1856. Tato linie je i v současnosti (2018) rodem žijícím. Naposledy byl knížecí titul v rodu Reuss-Köstritz rozšířen 12. listopadu 1853 z rukou vládnoucího knížete Heinricha LXVII. z Reussu, mladší linie na hraběte Heinricha LXIX. z Reuss-Köstritz. i toto rozšíření titulu se vztahovalo pouze na titul prince dědičný opět pro veškeré potomky. Princ ovšem zemřel r. 1877 bez potomků. Od zániku Svaté říše římské (6. srpna 1806) měli všichni členové rodiny Reuss-Köstritz v knížecím stavu nárok užívat v Knížectví Reuss-Schleiz/Reuss, mladší linie titul Jasnost (Durchlaucht).

### Hannoverské království
V Hannoverském království žily po roce 1815 mediatizované knížecí a vévodské rody Arenbergů, Bentheimů-Steinfurt a Looz-Corswarem, které v Hannoversku měly i své mediatizované državy. Království řešilo vztahy k těmto rodům na základě individuálních smluv a nikoli všeobecných výnosů, přičemž ovšem i zde byla dodržována ustanovení sněmu Německého spolku. Vévodům z Arenbergu byl 9. května 1826 přiznán pro celý rod predikát Jasnost (Durchlaucht) a hlavě rodu oslovení "Nejjasnější" či "Nejjasněji-vysokorodý" (Durchlauchtigster, Durchlauchtigst-Hochgeboren), přičemž ale oslovení pro hlavu rodu bylo přiznáno jen pro kancelářskou korespondenci méně významného charakteru, tedy pro dokumenty, které nebyly vydány jménem krále. Arenbergové se navíc dočkali výslovného potvrzení titulu vévodství pro své mediatizované stavovské panství, což byla v německých monarchiích spíše výjimka (mediatizovaným územím se obvykle říkalo bez ohledu na jejich dřívější titul jen stavovské panství - Standesherrschaft). Rod vévodů von Looz-Corswarem prodal již roku 1824 zvláštní práva nad svým mediatizovaným panstvím hannoverskému státu a o tři roky později jeho mediatizovaná linie po meči vymřela. Složitější byla však situace knížat zu Bentheim-Steinfurt, která získala svůj knížecí titul roku 1823 od pruského krále a hannoverský stát tedy nebyl nijak povinován jim knížecí titul v zemi přiznat. Navíc rodina Bentheim-Steinfurt měla v Hannoversku držet bývalé říšské hrabství Bentheim, které ovšem bylo již v roce 1751 dáno do zástavy Hannoverským a nikdy nebylo vyplaceno zpět. K tomu se rodina o toto hrabství soudila v dědickém sporu s příbuznými knížaty zu Bentheim-Tecklenburg-Rheda. Teprve 18. dubna 1823 mohl král Jiří IV. upravit vztahy státu a knížecí rodiny tak, že se rod mohl ujmout stavovského panství Bentheim bez vyplacení staré zástavní sumy, která byla prominuta. Zároveň byl rodu uznán pruský knížecí titul a udělen pro celý rod predikát Jasnost. V Hannoversku ale nedošlo k žádné nobilitaci titulárního knížete.

#### Knížectví
| Znak knížectví | Název                     | Vznik            | Zánik | Rody držitelů | První držitel(é)                                             | Poznámky                                                                                              |
| -------------- | ------------------------- | ---------------- | ----- | ------------- | ------------------------------------------------------------ | --- |
|                | Vévodství Arenberg-Meppen | 1826 (9. května) | 1918  | Arenbergové   | vévoda Prosper Ludwig von Arenberg, kníže von Recklinghausen | Bývalé říšské vévodství, kterému byl potvrzen původní titul jako mediatizovanému stavovskému panství. |

#### Knížata
| Knížecí erb | Datum nobilitace | Knížecí titul a jméno prvního knížete                                              | Typ udělení titulu  | Datum vymření rodu po meči či vyhasnutí knížecího titulu | Autonomní území | Dědičné členství v horní sněmovně                            | Poznámky                                                 |
| ----------- | ---------------- | ---------------------------------------------------------------------------------- | ------------------- | -------------------------------------------------------- | --- | ------------------------------------------------------------ | -------------------------------------------------------- |
|             | 1823 (18. dubna) | - kníže zu Bentheim und Steinfurt - kníže Ludwig Wilhelm zu Bentheim und Steinfurt | pro veškeré potomky | Ž                                                        | - od 18. dubna 1823 mediatizované Stavovské panství (bývalé říšské hrabství) Bentheim v Dolním Sasku (do roku 1866 součást Hannoverska, pak Pruska) | - 29. října 1833 (v Hannoversku) - 12. října 1854 (v Prusku) | S potvrzením pruského predikátu Durchlaucht pro celý rod |

### Saské království
V Saském království žil po roce 1815 jen jeden mediatizovaný knížecí rod Schönburgů, který se ale rozdělil v roce 1813 vnitrorodinou dohodou na rody von Schönburg-Waldenburg a von Schönburg-Hartenstein. Toto rozdělení bylo uznáno v obou státech, kde rod žil: v Sasku i v Rakousku. Postavení Schönburgů vůči saskému státu bylo značně problematické. K mediatizaci Schönburgů došlo již v roce 1740 za císařské sedisvakance a Habsburkové se tuto mediatizaci marně později pokoušeli zvrátit. I povýšení rodu císařem Leopoldem II. do říšského knížecího stavu v roce 1790 bylo provedeno "natruc" saskému kurfiřtovi. Postavení schönburských panství bylo od r. 1740 upraveno bilaterální dohodou se Saskem (jejich dříve svrchované domény se pak označovaly jako Schönburgische Rezessherrschaften). Těšínským mírem r. 1779 byla formálně ukončena také česká lenní svrchovanost nad těmito majetky. Postavení Schönburgů v saském státě bylo lepší a neslo s sebou větší míru samosprávy než tomu bylo u pozdějších mediatizovaných panství. Mediatizací nebylo dotčeno ani říšské stavovství Schönburgů, které přetrvalo až do zániku Svaté říše. Schönburgové se přesto nevzdali ve svém úsilí obnovit státní svrchovanost a jejich požadavek byl dokonce projednáván na Vídeňském kongresu, i když pro rod neúspěšně. V roce 1828 uzavřeli zástupci knížecího a hraběcího rodu finální dohodu s králem Antonínem, podle které se Schönburgové vzdali nároků na suverenitu, ale byl jim potvrzen dosavadní příznivý poměr saského státu vůči jejich panstvím. K této autonomii se navíc přidala práva mediatizovaných rodů, kterýžto status byl rodině saským králem a vládou přiznán. Oblasti titulatury upravil reces z 9. října 1835, který přiznával hlavám obou větví knížecího rodu predikát Jasnost (Durchlaucht) a hlavě hraběcí linie von Schönburg-Glauchau predikát Osvícenost (Erlaucht). Tento reces byl revidován novým dne 29. října 1878, podle kterého zanikla dosavadní autonomie schönburských recesních panství a za to byly predikáty Jasnost a Osvícenost přiznány všem členů knížecí, resp. hraběcí větve rodu. V Sasku nedošlo k nobilitaci žádného "nového" knížete.